# Албер Камю
 Албер Камю (на френски: Albert Camus) е френски писател, драматург, журналист и философ.
Става известен като един от ярките представители на екзистенциалисткото течение във Франция. Участва активно в политическите събития на своето време не само с писателските си умения, но и ангажирайки се с непосредствени действия. За своето творчество получава Нобеловата награда за литература през 1957 г.

## Биография

### Произход и ранни години (1913 – 1939)
Роден е на 7 ноември 1913 г. в Мондови, Алжир, в семейство на френски заселници. Баща му е убит в битката при Марна (1914) по време на Първата световна война и Камю е отгледан в град Алжир от майка си, която е с испански произход. През 1930 г. заболява от туберкулоза и прекратява заниманията си с футбол, за да продължи задочно обучението си в Алжирския университет. Докато работи на различни места, успява да завърши философия в университета, като се дипломира с дисертация на тема „Плотин, неоплатонизъм и християнска мисъл“ (1936).
През 1934 г. Албер Камю се включва във Френската комунистическа партия, но през 1936 г. е обвинен в троцкизъм и напуска. През 1934 г. се жени за Симон Ие, но скоро се развежда. През 1935 г. основава „Театър на труда“ (Théâtre du Travail, преименуван през 1937 г. на „Театър на отбора“, Théâtre de l'Equipe), който просъществува до 1939. Сътрудничи на леви вестници като „Алже Репюбликен“ и „Соар Репюбликен“ (Soir republicain).

### Втората световна война (1939 – 1945)
Заради заболяването от туберкулоза не е взет в армията в началото на Втората световна война.
През 1940 г. Камю се жени за Франсин Фор, пианистка и математичка. През същата година започва работа за вестник „Пари Соар“ („Paris soir“). Макар първоначално да не е противник на войната, превземането на Париж от германците и екзекуцията на Габриел Пери все повече го настройват срещу Нацистка Германия. Заедно с редакцията на „Пари Соар“ той се премества в Бордо. През същия период довършва първите си книги „Чужденецът“ (L'Étranger) и „Митът за Сизиф“ (Le Mythe de Sisyphe).
През следващите години Камю се включва във Френската съпротива с псевдонима Бошар и участва в издаването на вестник „Комба“ („Combat“). Той е редактор на вестника от 1943 до 1947 г., като в този период се запознава с Жан-Пол Сартр. През 1945 г. се раждат децата му, близнаците Катрин и Жан Камю.

### След войната (1945 – 1957)
След войната Камю се включва в обкръжението на Сартр и прави обиколка из Съединените щати, където изнася лекции за екзистенциализма. Критичното отношение на Камю към комунизма постепенно охлажда отношенията му със Сартр.
След поредния пристъп на туберкулоза през 1949 г. Камю се оттегля и живее усамотено през следващите две години. През 1951 г. публикува „Разбунтуваният човек“ (L'Homme révolté), философски анализ на революцията, отхвърлящ комунизма, който довежда до окончателното скъсване със Сартр. Отрицателните реакции към книгата сред лявата интелигенция силно го депресират и той се заема с адаптирането и поставянето на театрални пиеси. Така, освен със собствената си драматургия, от 1953 до 1959 г. той участва в създаването на още шест пиеси, между които „Интересен случай“ по романа на Дино Будзати, „Pеквием за една светица“ по текст на Уилям Фокнър и „Бесове“ по Достоевски.
През 50-те години Камю се посвещава на защита на човешките права. През 1952 г. напуска работата си за ЮНЕСКО, след като ООН приема за член франкистка Испания. През 1953 г. е сред малкото привърженици на левицата, които критикуват потушаването на стачките в Източен Берлин от съветската армия. През 1956 г. протестира срещу подобни действия в Полша и Унгария. До края на живота си се застъпва за отмяна на смъртното наказание по целия свят.
Със започването на Алжирската война през 1954 г. Албер Камю застава на страната на френското правителство, обявявайки войната за част от „новия арабски империализъм“. Макар да е привърженик на по-голяма автономия за Алжир, той вярва, че съжителството на французи и араби в страната може да продължи.

### Нобелова награда и смърт (1957 – 1960)
През 1957 г. Нобеловата награда за литература е присъдена на Албер Камю „за неговото значимо литературно творчество, което с прозорлива сериозност осветлява проблемите на човешката съзнателност в днешните времена“. Словото, което Камю произнася при получаване на наградата, както и една официална реч, изнесена четири дни по-късно в Упсала са издадени през следващата година.
Камю загива при автомобилна катастрофа през 1960 г. на 46-годишна възраст. След Ръдиард Киплинг той е най-младият лауреат на Нобеловата награда за литература, както и най-рано починалият носител на отличието. Погребан е в градчето Лурмарен, Прованс. където придобил имот с парите от Нобеловата награда.

### Посмъртно публикувани
- „Carnets: Mai 1935–Février 1942“ (1962)
- „Carnets: Janvier 1942–Mars 1951“ (1964)
- „Carnets: Avril 1951–Décembre 1959“ (1966)
- „La Mort heureuse“ (1971, изоставен роман[12], текст от 1936 – 8 г.)/ Щастливата смърт, София:Наука и Изкуство, 1999, ISBN 954-02-0249-3
- „Le premier homme“ (1994, недовършен роман)/Първият човек, Плевен: ЕА, 1995, ISBN 954-450-023-5
- Albert Camus, Maria Casarès. Correspondance inédite (1944 – 1959). Édition de Béatrice Vaillant. Avant-propos de Catherine Camus. Collection Blanche, Gallimard. Parution: 09-11-2017. ISBN 978-2-07-274616-1